# Атропин
Атропи́н (лат. Atropinum) — антихолинергический (м-холинолитик), растительный алкалоид. Химически представляет собой рацемическую смесь тропинового эфира D- и L-троповой кислоты. L-стереоизомер атропина — гиосциамин.
Синоним: Atropinum sulfuricum.
Алкалоид, содержащийся в различных растениях семейства паслёновых: например, в красавке (Atropa belladonna), белене (Hyoscyamus niger), разных видах дурмана (Datura stramonium) и др.

## Физико-химические свойства
Белый кристаллический или зернистый порошок без запаха. Легко растворим в воде и спирте. Растворы имеют нейтральную реакцию; для стабилизации инъекционных растворов добавляют соляную кислоту с рН 3,0—4,5, стерилизуют при +100 °C в течение 30 мин.
Атропин оптически неактивен: смесь физиологически активного левовращающего и физиологически малоактивного правовращающего изомеров. Левовращающий изомер носит название гиосциамина и примерно в 2 раза активнее атропина. Естественным алкалоидом, содержащимся в растениях, является гиосциамин; при химическом выделении алкалоида он, в основном, превращается в рацемическую форму — атропин.

## Медицинское применение
В медицинской практике применяют атропина сульфат (Atropini sulfas).

### Влияние наорганизм
По современным представлениям, атропин является экзогенным антагонистом холинорецепторов. Способность атропина связываться с холинорецепторами объясняется наличием в его структуре фрагмента, роднящего его с молекулой эндогенного агониста — ацетилхолина.
Основной фармакологической особенностью атропина является его способность блокировать м-холинорецепторы; он действует также (хотя значительно слабее) на н-холинорецепторы. Атропин относится, таким образом, к неизбирательным блокаторам м-холинорецепторов.
Блокируя м-холинорецепторы, он делает их нечувствительными к ацетилхолину в области окончаний постганглионарных парасимпатических (холинергических) нервов. Эффекты действия атропина противоположны эффектам, наблюдающимся при возбуждении парасимпатических нервов.
Введение атропина в организм сопровождается уменьшением секреции слюнных, желудочных, бронхиальных, потовых желёз (последние получают симпатическую холинергическую иннервацию), поджелудочной железы, учащением сердечных сокращений (вследствие уменьшения тормозящего действия на сердце блуждающего нерва), понижением тонуса гладкомышечных органов (бронхи, органы брюшной полости и др.). Действие атропина выражено сильнее при повышенном тонусе блуждающего нерва.
Под влиянием атропина происходит сильное расширение зрачков. Мидриатический эффект зависит от расслабления волокон круговой мышцы радужной оболочки, которая иннервируется парасимпатическими волокнами. Одновременно с расширением зрачка в связи с нарушением оттока жидкости из камер возможно повышение внутриглазного давления.  Расслабление ресничной мышцы цилиарного тела ведёт к параличу аккомодации.
Атропин проникает через гематоэнцефалический барьер и оказывает сложное влияние на ЦНС. Он оказывает центральное холинолитическое действие и вызывает у больных паркинсонизмом уменьшение дрожания и мышечного напряжения. Он, однако, недостаточно эффективен; вместе с тем его сильное влияние на периферические м-холинорецепторы приводит к ряду осложнений (сухость во рту, сердцебиение и др.), затрудняющих его длительное применение для этих целей. В больших дозах атропин стимулирует кору головного мозга и может вызвать двигательное и психическое возбуждение, сильное беспокойство, судороги, галлюцинаторные явления. По психотропному эффекту его, как и другие м-холинолитики, относят к делириантам — веществам, способным вызывать истинный делирий с нарушением памяти. В терапевтических дозах атропин возбуждает дыхание; большие дозы могут, однако, вызвать паралич дыхания.

### Применение
Применяют атропин при язвенной болезни желудка и двенадцатиперстной кишки, пилороспазме, холецистите, желчнокаменной болезни, при спазмах кишечника и мочевых путей, бронхиальной астме, для уменьшения секреции слюнных, желудочных и бронхиальных желез, при брадикардии, развившейся в результате повышения тонуса блуждающего нерва.
При болях, связанных со спазмами гладкой мускулатуры, атропин часто вводят вместе с анальгезирующими средствами (анальгин, промедол, морфин и др.).
В анестезиологической практике атропин применяют перед наркозом и операцией и во время операции для предупреждения бронхиоло- и ларингоспазма, ограничения секреции слюнных и бронхиальных желез и уменьшения других рефлекторных реакций и побочных явлений, связанных с возбуждением блуждающего нерва.
Применяют также атропин для рентгенологического исследования желудочно-кишечного тракта при необходимости уменьшить тонус и двигательную активность желудка и кишечника.
В связи со способностью уменьшать секрецию потовых желез атропин употребляют иногда при повышенной потливости.
Атропин является эффективным антидотом при отравлениях холиномиметическими и антихолинэстеразными веществами, в том числе ФОС. 

### Офтальмология
В глазной практике атропин применяют для расширения зрачка с диагностической целью (при исследовании глазного дна, определении истинной рефракции и др.), а также для терапевтических целей при острых воспалительных заболеваниях (ирите, иридоциклите, кератите и др.) и травмах глаза; вызываемое атропином расслабление мышц глаза способствует его функциональному покою и ускоряет ликвидацию патологического процесса.
Для лечебных целей целесообразно применять атропин как длительно действующее мидриатическое средство; для диагностических целей более целесообразно использовать менее длительно действующие мидриатики. Атропин вызывает максимальное расширение зрачка через 30—40 мин после инстилляции, эффект сохраняется до 7—10 дней. Паралич аккомодации наступает через 1—3 ч и длится до 8—12 дней.
В то же время гоматропин вызывает максимальный мидриаз через 40—60 мин; мидриатический эффект и паралич аккомодации сохраняются 1—2 дня. Мидриатический эффект и парез аккомодации при применении платифиллина сохраняются 5—6 ч.
По современным данным (на начало XXI века) для исследования рефракции и для подбора очков детям могут быть использованы циклоплегические средства кратковременного действия (препаратом первого выбора является циклопентолат), позволяющие успешно решить обе эти задачи при однократном визите к врачу более чем 85 % детей; атропин целесообразно использовать для экспертных и сомнительных случаев.

### Психиатрия
В связи с влиянием, оказываемым атропином на холинергические системы мозга, было предложено использовать его в психиатрической практике для лечения психозов (аффективных, параноидных, кататонических и других состояний). Так называемая атропинокоматозная терапия предусматривает применение больших доз атропина.
Атропиновая кома сопровождается резко выраженными неврологическими и соматическими расстройствами, что требует исключительно большой осторожности при этом методе лечения. В связи с нерешённостью вопроса о степени эффективности атропинокоматозной терапии и побочными эффектами метод практически не применяется с конца 1970-х годов.

### Приотравлениях ФОС
При отсутствии более современных средств, например афина или апрофена (тарена), атропин может быть использован в порядке первой помощи как антидот от действия ФОС (фосфорорганических соединений) (зарин, зоман, хлорофос, карбофос, VX, семейства «Новичок» и т. д.), с обязательным приёмом в ближайшие часы реактиваторов холинэстеразы (изонитрозин, 2-ПАМ).

## Противопоказания и побочные действия
При применении атропина следует соблюдать осторожность в дозировке и учитывать возможность повышенной индивидуальной чувствительности больных. Небольшая передозировка может вызвать сухость во рту, расширение зрачков, нарушение аккомодации, тахикардию, затруднение мочеиспускания, атонию кишечника, головокружение. При введении атропина в конъюнктивальный мешок в виде капель следует сдавить область слёзных путей (во избежание попадания раствора в слёзный канал и последующего всасывания). Атропин противопоказан при глаукоме, аденоме предстательной железы.

## Отравление и атропиновый делирий
При отравлении атропином возникает делирий, длящийся примерно 2—3 дня. Кроме обычных для делирия признаков, наблюдаются тремор всего тела, тикообразные подёргивания, атаксия, дизартрия, мидриаз, паралич аккомодации, учащение пульса, дыхания, сухость слизистых оболочек. В тяжёлых случаях — кома.
Летальная доза для человека (ЛД50) 453 мг.

## Форма выпуска
- порошок; 0,1 % раствор в ампулах и шприц-тюбиках по 1 мл
- таблетки по 0,0005 г (0,5 мг)
- 1 % глазная мазь и глазные плёнки в пластмассовых пеналах или стеклянных флаконах по 30 штук с содержанием в каждой плёнке по 1,6 мг атропина сульфата (Membranulae ophthalmicae cum Atropini sulfatis).
- 1 % глазные капли атропина сульфата, в 5 мл флаконе.